# Gonomyia (Leiponeura) punctigera
Gonomyia (Leiponeura) punctigera is een tweevleugelige uit de familie steltmuggen (Limoniidae). De soort komt voor in het Australaziatisch gebied.